# Cicia pamala
Cicia pamala är en fjärilsart som beskrevs av William Schaus 1900. Cicia pamala ingår i släktet Cicia och familjen påfågelsspinnare. Inga underarter finns listade i Catalogue of Life.